# Deví

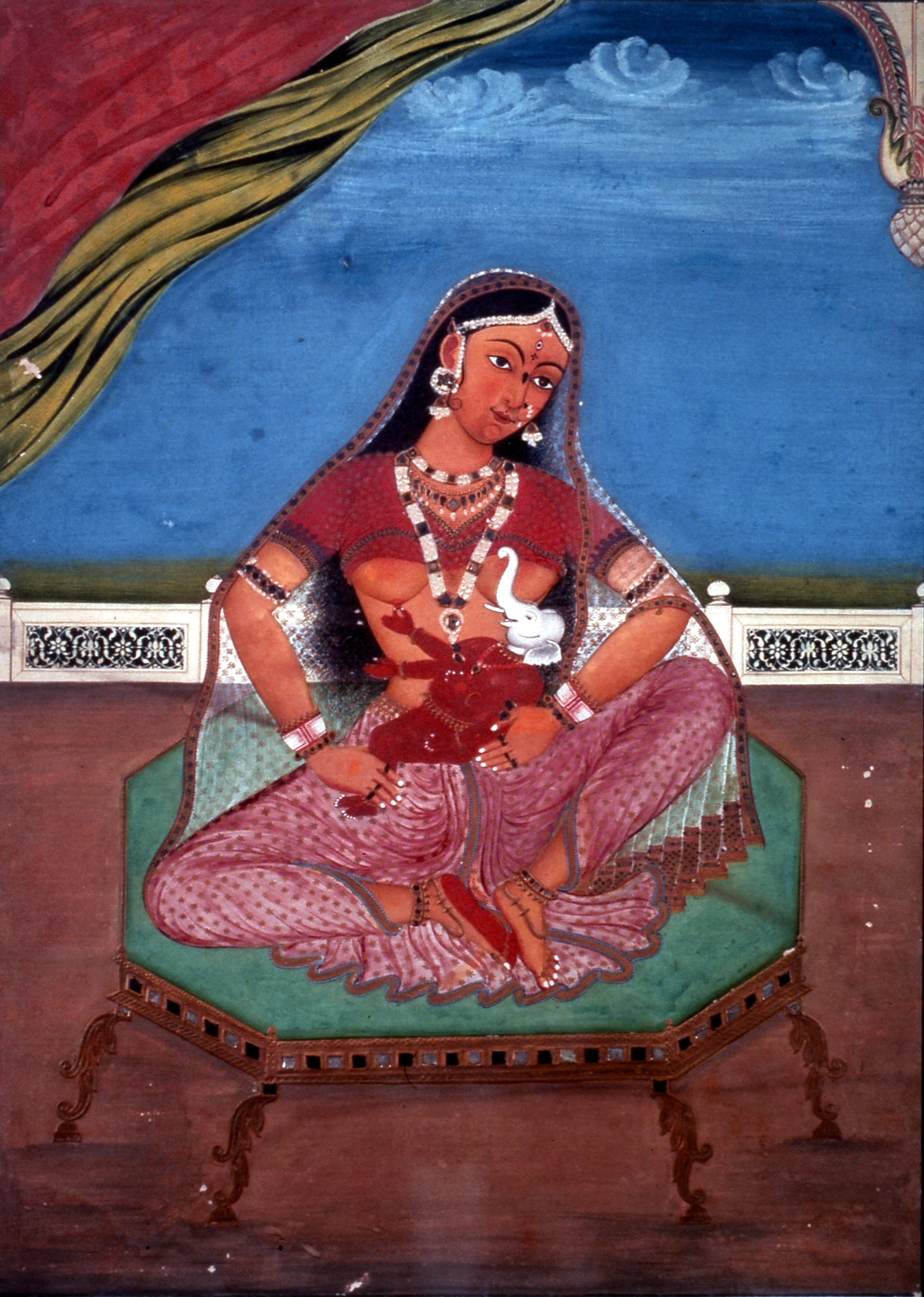
Párvati Deví acunando al niño Ganesha (ca. 1820).

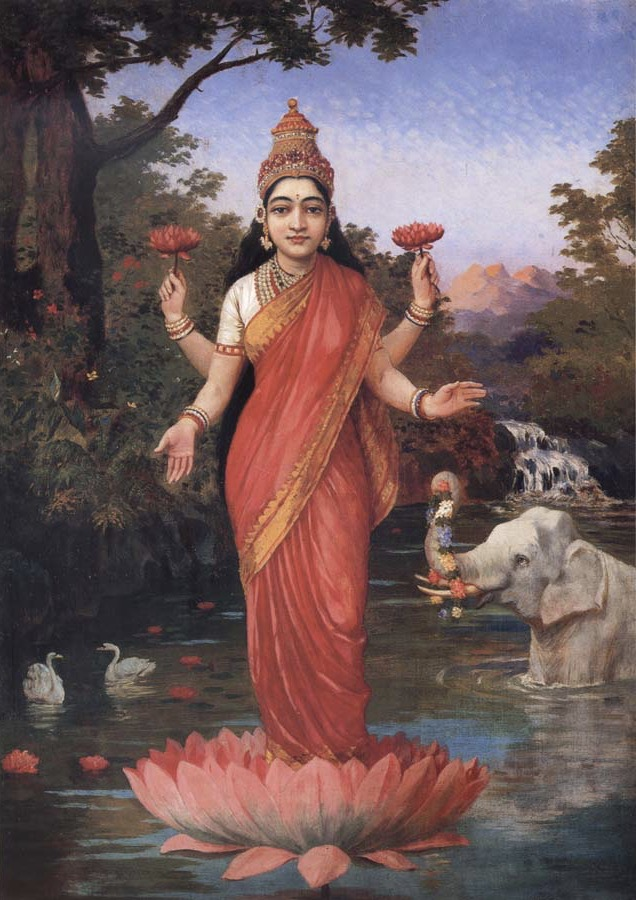
Lakshmí Deví.

Imagen de la diosa Sáraswati Deví.

Devī es una palabra sánscrita que significa ‘diosa’.
En letra devánagari se escribe देवी.
Deví es utilizado igualmente como sinónimo de Shakti, el aspecto femenino de los devas, como se conceptualiza en la tradición hinduista shakta (adoradores de Shakti). El culto a las diosas hindúes es igualmente una parte integral en el resto del hinduismo como complemento al culto de los Devas.
Deví como personificación es, esencialmente, el corazón de todas las diosas hindúes. Como manifestación femenina de las deidades hinduistas, también se la llama Prakriti o Maia, ya que complementa y equilibra el aspecto masculino denominado Deva o Púrusha (‘varón’).
En el hinduismo actual se considera que las tres Devís principales son Lakshmí (riqueza), Párvati (amor y espiritualidad) y Sáraswati (cultura y artes); las que conforman la Tridevi, el equivalente y complemento femenino de la Trimurti.

## Manifestaciones
En el marco del shivaísmo, como consorte(s) del dios Shivá, las Majá Vidiá (‘grandes sabidurías’) son diferentes aspectos de la diosa madre Deví.
Igualmente, al ser la Deví o la divinidad femenina un complemento de la divinidad masculina, se consideran también como una manifestación de otra faceta de la Trinidad en sí misma:

### Saraswati
- Sárasuatí (diosa del conocimiento y las artes): consorte (e hija) del dios creador Brahmá

### Lakshmi
- Lakshmí (diosa de la opulencia): consorte de Vishnú, el dios que mantiene el universo unido

### Durga, Kali, y Parvati
- Durgá (o la Madre, la energía material de la que está hecho el universo) o Párvati: consorte del dios destructor Shivá
  - Kali (aspecto violento de la diosa madre).